# 伊藤梅子

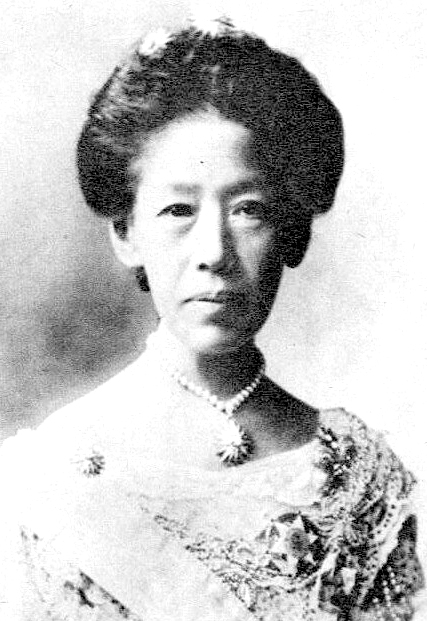
伊藤梅子

伊藤 梅子（いとう うめこ、嘉永元年11月8日〈1848年12月3日〉- 大正13年〈1924年〉4月12日）は、伊藤博文の継妻、女流歌人。

## 生涯
1848年（嘉永元年）、木田久兵衛の長女として長門国（現山口県）で誕生。赤間関（下関）稲荷町の置屋「いろは楼」の養女となり、芸妓となって「小梅」を名乗る。1864年（元治元年）頃、イギリスからの帰国間もない伊藤博文と出会う。当時、博文は既に入江九一・野村靖の妹であるすみ子と結婚していたが、博文とすみ子は1866年（慶應2年）に離婚し、梅子が継妻となった。その後、同年長女貞子（1868年没）、次女生子（1868年9月19日 - 1934年1月2日）を生み、養女朝子（1876年 - 1944年）、養子博邦（幼名勇吉、井上光遠の子、1870年 - 1931年）、眞一（1890年 - 1980年）、文吉らを育て上げた。
夫の博文が初代内閣総理大臣となったことにより、梅子もまた初の内閣総理大臣夫人となった。その様子は芥川龍之介の『花火』に記述されている。梅子は勝気で向学心に富み克己心が強く、下田歌子に和歌を学び、英語の習得にも心がけた。常々身だしなみに気を配り、婦徳の鑑と称された。
1909年（明治42年）10月26日に博文が暗殺された際には、梅子は涙ひとつ見せなかったが、自室で「国のため光をそえてゆきましし 君とし思へどかなしかりけり」と詠んだとされる。その後、滄浪閣（神奈川県中郡大磯町）を出て東京の生子の嫁ぎ先の末松謙澄邸などを転々とし、1924年（大正13年）4月12日に死去した。

## 参考
- 「伊藤梅子」『日本女性人名辞典』［普及版］、日本図書センター、1998年 ISBN 4-8205-7881-2
- 父逝いて五十年 伊藤博文小伝記 伊藤眞一1959年 伊藤博文追頌会
- やっぱり妻には かないません! 初代総理大臣 伊藤博文の妻 梅子 歴史ヒストリア NHK 2015年8月26日

| 先代 なし 松方満佐子 大隈綾子 | 内閣総理大臣夫人 1885年12月22日 - 1888年4月30日 1892年8月8日 - 1896年8月31日 1898年1月12日 - 1898年6月30日 1900年10月19日 - 1901年5月10日 | 次代 黒田滝子 松方満佐子 大隈綾子 桂可那子 |